# پنمونده
پنمونده یا پینه‌مونده (به آلمانی: Peenemünde) یک شهر در آلمان است که در Usedom-Nord واقع شده است. پنمونده ۳۴۵ نفر جمعیت دارد.
اولین آزمایش‌های پرتاب موشک در جهان در زمان حزب نازی برای هدف قرار دادن لندن در این شهر انجام می‌شد.